# Kiana
Kiana (inupiaq: Katyaak o Katyaaq) és un municipi d'Alaska (Estats Units) que el 2010 tenia 361 habitants. El nom de la localitat significa 'confluència de tres rius'.